# ヒキノカサ
ヒキノカサ（蛙の傘、Ranunculus ternatus）は、キンポウゲ科キンポウゲ属の多年草。水辺など湿った草地に生育し、関東地方以西の本州と四国、九州に分布する。花や地面に広がって生育する様子から、カエル（蛙）の傘に見立ててこの名がついたとされる。

## 概要

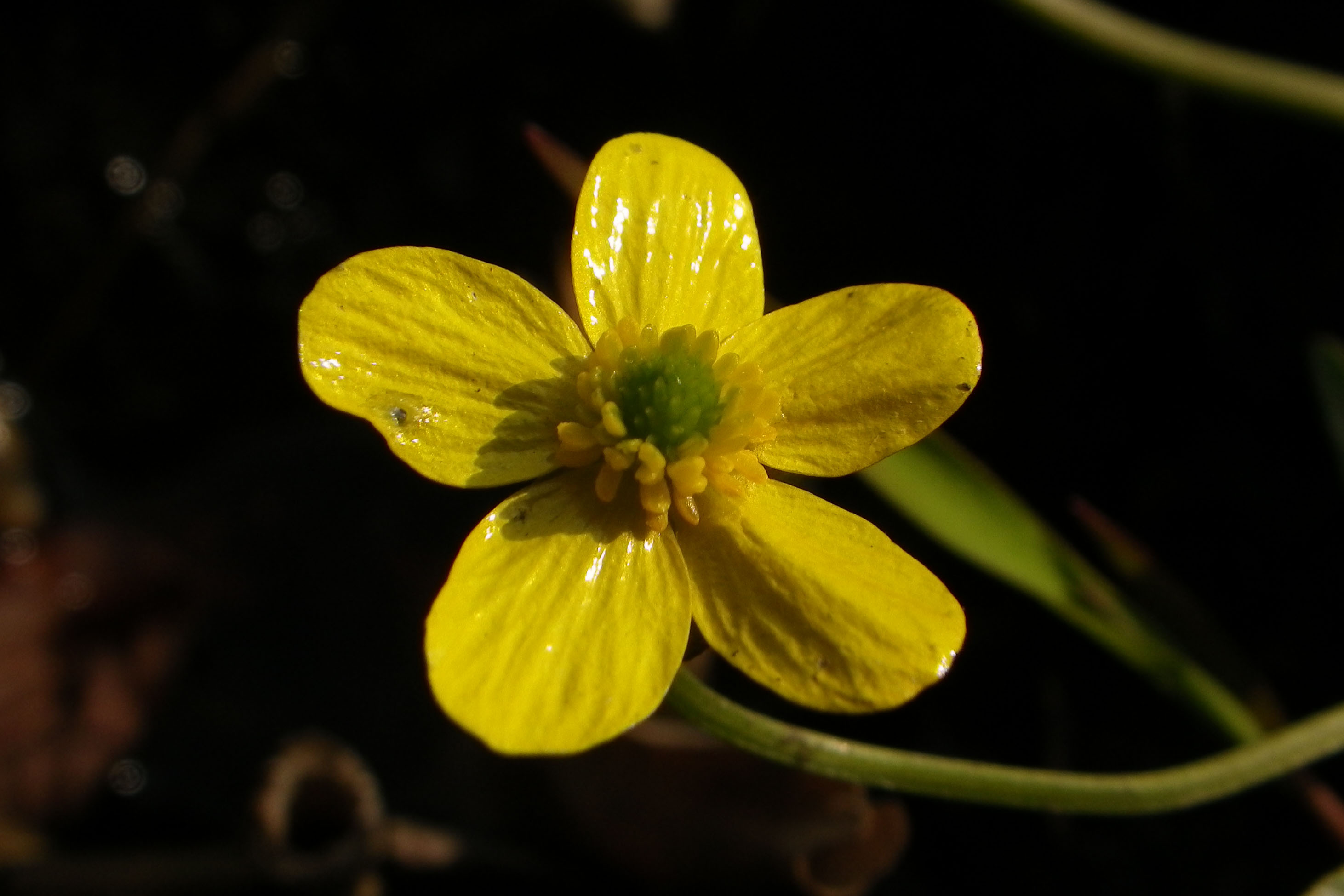
花

水辺や湿地など、湿った場所を好んで生育する。茎には、まばらな毛があり、高さ10-30cmになる。その先に、黄色で光沢のある花弁をもつ直径1.3cm前後の花をつける。花期は、3-5月。根元から出る葉は、長い柄をもち3裂する。また茎に生える葉は、ほとんど柄が無く細かく裂ける。果実は、球状に集まった短いかぎのあるそう果である。

## 保全状況評価
- 絶滅危惧II類 (VU)（環境省レッドリスト）

5の府県で絶滅、11の府県で絶滅危惧I類相当とされている。